# Pelahatchie
Pelahatchie es un pueblo del Condado de Rankin, Misisipi, Estados Unidos. Según el censo de 2000 tenía una población de 1.461 habitantes y una densidad de población de 175.2 hab/km².

## Demografía
Según el censo de 2000, había 1.461 personas, 525 hogares y 387 familias residiendo en la localidad. La densidad de población era de 175,2 hab./km². Había 585 viviendas con una densidad media de 70,1 viviendas/km². El 61,12% de los habitantes eran blancos, el 36,82% afroamericanos, el 0,14% asiáticos, el 0,96% de otras razas y el 0,96% pertenecía a dos o más razas. El 4,52% de la población eran hispanos o latinos de cualquier raza.
Según el censo, de los 525 hogares en el 30,9% había menores de 18 años, el 47,2% pertenecía a parejas casadas, el 20,6% tenía a una mujer como cabeza de familia y el 26,1% no eran familias. El 22,9% de los hogares estaba compuesto por un único individuo y el 9,9% pertenecía a alguien mayor de 65 años viviendo solo. El tamaño promedio de los hogares era de 2,77 personas y el de las familias de 3,22.
La población estaba distribuida en un 26,2% de habitantes menores de 18 años, un 10,9% entre 18 y 24 años, un 28,1% de 25 a 44, un 23,6% de 45 a 64 y un 11,2% de 65 años o mayores. La media de edad era 35 años. Por cada 100 mujeres había 92,7 hombres. Por cada 100 mujeres de 18 años o más, había 93,9 hombres.
Los ingresos medios por hogar en la localidad eran de 31.597 dólares ($) y los ingresos medios por familia eran 37.313 $. Los hombres tenían unos ingresos medios de 28.145 $ frente a los 20.813 $ para las mujeres. La renta per cápita para la ciudad era de 14.950 $. El 16,0% de la población y el 11,5% de las familias estaban por debajo del umbral de pobreza. El 21,9% de los menores de 18 años y el 27,6% de los habitantes de 65 años o más vivían por debajo del umbral de pobreza.

## Geografía
Según la Oficina del Censo de los Estados Unidos, la localidad tiene un área total de 8,3 km², todos ellos correspondientes a tierra firme.